# La Macaza / Mont-Tremblant International Inc Airport
La Macaza / Mont-Tremblant International Inc Airport (engelska: Mont Tremblant International Airport, Rivière Rouge – Mont Tremblant International Airport, franska: Aéroport international du Mont Tremblant) är en flygplats i Kanada.   Den ligger i regionen Laurentides och provinsen Québec, i den sydöstra delen av landet, 130 km nordost om huvudstaden Ottawa. La Macaza / Mont-Tremblant International Inc Airport ligger 246 meter över havet. Den ligger vid sjön Lac Chaud.
Terrängen runt La Macaza / Mont-Tremblant International Inc Airport är platt åt nordväst, men åt sydost är den kuperad. Runt La Macaza / Mont-Tremblant International Inc Airport är det mycket glesbefolkat, med 5 invånare per kvadratkilometer.. Närmaste större samhälle är Rivière-Rouge, 6,6 km väster om La Macaza / Mont-Tremblant International Inc Airport. 
I omgivningarna runt La Macaza / Mont-Tremblant International Inc Airport växer i huvudsak blandskog.